# Powiat staszowski
Powiat staszowski – powiat w Polsce (województwo świętokrzyskie), utworzony w 1999 roku w ramach reformy administracyjnej. Jego siedzibą jest miasto Staszów.
Powiat istniał także w latach 1809–1844 oraz 1954–1975.
Według danych z 31 grudnia 2019 roku powiat zamieszkiwało 71 776 osób. Natomiast według danych z 30 czerwca 2020 roku powiat zamieszkiwały 71 574 osoby.

## Podział administracyjny
W skład powiatu wchodzą:
- gminy miejsko-wiejskie: Bogoria, Oleśnica, Osiek, Połaniec, Staszów, Szydłów
- gminy wiejskie: Łubnice, Rytwiany
- miasta: Bogoria, Oleśnica, Osiek, Połaniec, Staszów, Szydłów

Powiat staszowski graniczy z czterema powiatami województwa świętokrzyskiego: buskim, kieleckim, opatowskim i sandomierskim, z dwoma powiatami województwa podkarpackiego: tarnobrzeskim i mieleckim oraz z jednym powiatem województwa małopolskiego: dąbrowskim.

## Gminy
Liczba ludności i powierzchnia gmin wg stanu na 31 grudnia 2010 r. w przełożeniu na stan administracyjny z 1 stycznia 2019
| Gmina                   | Ludność         | Powierzchnia            |
| ----------------------- | --------------- | ----------------------- |
| Staszów (w tym miasto)  | 26 077 (15 108) | 227,52 km² (26,88 km²)  |
| Połaniec (w tym miasto) | 11 848 (8 227)  | 75,01 km² (17,41 km²)   |
| Osiek (w tym miasto)    | 7 904 (2 001)   | 129,30 km² (17,43 km²)  |
| Szydłów (w tym miasto)  | 4 800 (1106)    | 107,90 km² (16,21 km²)  |
| Oleśnica (w tym miasto) | 3 891 (1 853)   | 53,38 km² (10,0439 km²) |
| Bogoria (w tym miasto)  | 7 923 (1 076)   | 122,89 km² (5,5396 km²) |
| Rytwiany                | 6 240           | 124,66 km²              |
| Łubnice                 | 4 382           | 84,14 km²               |
| Razem                   | 73 125          | 924,80 km²              |

## Historia
Powiat staszowski istniał już w I połowie XIX wieku, w latach 1809–1844.
W czasach powojennych został reaktywowany dnia 1 października 1954 roku w województwie kieleckim, jako jeden z pierwszych powiatów utworzonych tuż po wprowadzeniu gromad w miejsce dotychczasowych gmin (29 września 1954) jako podstawowych jednostek administracyjnych PRL. Na powiat staszowski złożyły się 1 miasto i 20 gromad, które wyłączono z trzech powiatów w województwie kieleckim (w praktyce gromady te należały do tych powiatów przez zaledwie dwa dni):
- Z powiatu sandomierskiego: 
  - miasto Staszów
  - gromady Bogoria, Czajków, Matiaszów, Mostki, Niedziałki, Pliskowola, Połaniec, Ruszcza, Rytwiany, Strużki, Strzegomek, Tursko Wielkie i Wiśniowa
- Z powiatu buskiego:
  - gromady Koniemłoty, Kurozwęki, Sichów, Sielec i Wilkowa
- Z powiatu opatowskiego:
  - gromady Miłoszowice (podano błędnie Przyborowice) (od 1961 roku Przyborowice) i Wola Malkowska

1 stycznia 1956 do powiatu staszowskiego przyłączono gromady:
- Z powiatu sandomierskiego: 
  - Jurkowice, Kolonia Pęcławska, Osiek, Smerdyna, Suchowola, Szczeglice i Wiązownica
- Z powiatu buskiego:
  - Chańcza, Dobrów i Kotuszów
- Z powiatu opatowskiego:
  - Niedźwiedź

31 grudnia 1961 do powiatu staszowskiego przyłączono ze zniesionego powiatu chmielnickiego gromady: Grabki (równocześnie zniesioną), Korzenno, Potok i Szydłów.
1 stycznia 1969 do powiatu staszowskiego przyłączono Z powiatu buskiego gromadę Tuczępy.
Po zniesieniu gromad i reaktywacji gmin z dniem 1 stycznia 1973 roku powiat staszowski podzielono na 1 miasto i 9 gmin:
- miasto Staszów
- gminy Bogoria, Osiek, Połaniec, Raków[11], Rytwiany, Staszów, Szydłów, Tuczępy[12] i Wiśniowa[13]

Po reformie administracyjnej obowiązującej od 1 czerwca 1975 roku terytorium zniesionego powiatu staszowskiego zostało włączono głównie do nowo utworzonego województwa tarnobrzeskiego, oprócz gmin Raków, Szydłów i Tuczępy, które pozostały w województwie kieleckim (mocno zmniejszonym). Wraz z reformą administracyjną z 1999 roku przywrócono w województwie świętokrzyskim powiat staszowski o kształcie przybliżonym do granic z 1975 roku; gminę Raków przyłączono do powiatu kieleckiego, gminę Oleśnica do staszowskiego, natomiast gminy Tuczępy i Łubnice zmieniły przynależność powiatową (w latach 1973–1975 gmina Łubnice należała do powiatu buskiego, a gmina Tuczępy do staszowskiego; od 1999 odwrotnie).

## Demografia

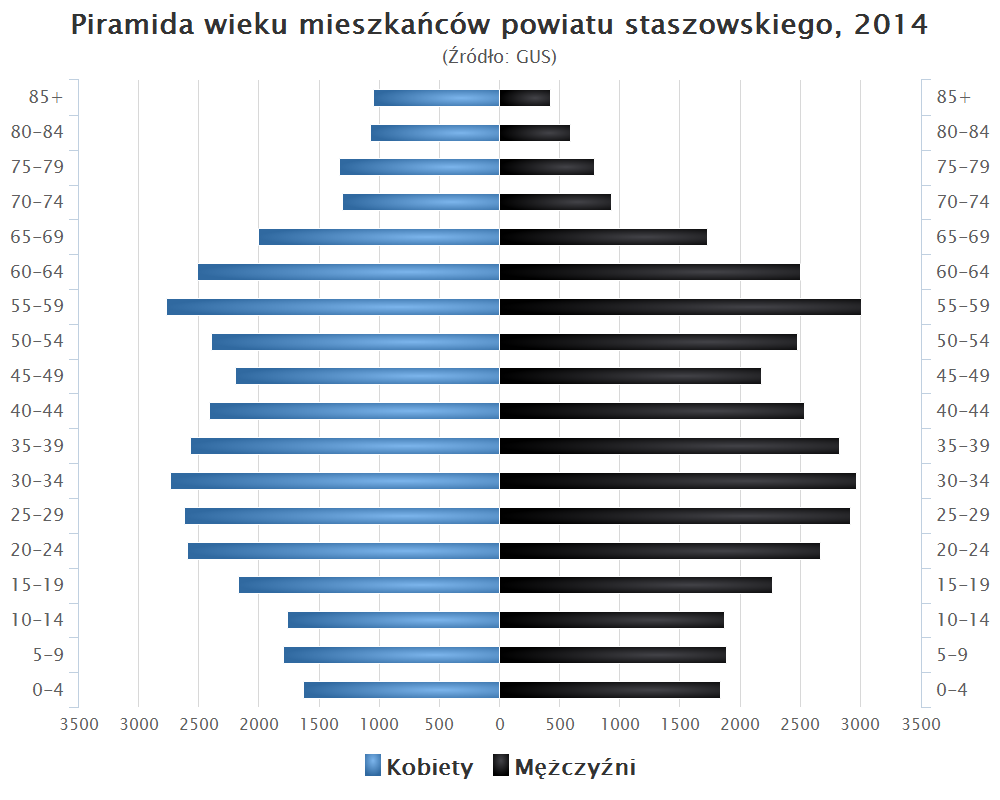
Piramida wieku mieszkańców powiatu staszowskiego w 2014 roku

Liczba ludności (dane z 31 grudnia 2010):
|        | Ogółem | Ogółem | Kobiety | Kobiety | Mężczyźni | Mężczyźni |
| osób   | %      | osób   | %       | osób    | %         |           |
| ------ | ------ | ------ | ------- | ------- | --------- | --------- |
| Ogółem | 72 765 | 100    | 36 912  | 50,73   | 35 853    | 49,27     |
| Miasto | 25 336 | 34,82  | 12 964  | 17,82   | 12 372    | 17,00     |
| Wieś   | 47 429 | 65,18  | 23 948  | 32,91   | 23 481    | 32,27     |

▶Wieś vs ▶miasto
Ogółem (▶k, ▶m)
Miasto (▶k, ▶m)
Wieś (▶k, ▶m)

## Rzeźba terenu
W części środkowej powiatu znajdują się tereny równinne poprzecinane formami krasowymi (lejki, doliny, parowy, werteby, niewysokie garby). Wysokości bezwzględne wahają się od 156,8 m w okolicach Osieka do 385 w Paśmie Wygiełzowskim.
Powiat znajduje się w obrębie jednej geologicznej jednostki strukturalnej – Zapadliska Podkarpackiego.

## Świat roślinny i zwierzęcy
Powiat staszowski leży w Krainie Małopolskiej na Wyżynie Środkowomałopolskiej w Niecce Połanieckiej.

### Flora
Lesistość terenu wynosi ok. 32%. Sosna zwyczajna stanowi ok. 72% drzewostanu, tworzy czystogatunkowe lasy iglaste lub lasy mieszane. Dąb szypułkowy i bezszypułkowy stanowią 13% drzewostanu, tworząc na żyznych glebach samodzielne stanowiska, na mniej żyznych lasy mieszane. Gatunki mniej liczne: jodła pospolita, cis pospolity, olsza czarna, brzoza, buk zwyczajny, wiąz, grab, topola, osika, świerk, jesion, modrzew, klon, lipa drobnolistna.
Na terenie powiatu znajduje się wiele typów siedliskowych lasów: bór świeży i mieszany, las świeży i mieszany (także wilgotny), las łęgowy, bór i las mieszany bagienny, ols jesionowy, las wyżynny (także mieszany), buczyny storczykowe i niżowe. Ponadto łozowiska, łąki owsicowe, trzęślicowe, zbiorowiska pastwiskowe oraz na obszarach północno-zachodnich step kwietny (oman wąskolistny, czosnek siatkowaty, tojad mołdawski, ciemiężyca zielona, groszek wschodniokarpacki). Na południu i południowym wschodzie dominuje krajobraz dolinny w postaci terasów zalewowych.
W lasach lub na łąkach można znaleźć stanowiska roślin: pierwiosnek wyniosły, zawilec gajowy, zawilec żółty, zawilec wielkokwiatowy, konwalia majowa, wawrzynek wilczełyko, śnieżyczka przebiśnieg, sasanka, żarnowiec, pełnik europejski.

### Fauna
Tereny powiatu zamieszkuje ok. 30 gatunków ryb, ponad 150 gatunków ptaków i ponad 50 gatunków ssaków. W kompleksach leśnych z niewielkimi zbiornikami wodnymi panują dogodne warunki dla ich rozwoju.
Przedstawiciele fauny: sarna, dzik, bocian czarny, bocian biały, jarząbek, cietrzew, żmija zygzakowata, zaskroniec, gniewosz, jaszczurka zwinka, kumak nizinny, traszka, rzekotka drzewna.

### Obszary chronione
- Jeleniowsko-Staszowski Obszar Chronionego Krajobrazu – rozciąga się na obszarach gmin Bogoria, Staszów i Rytwiany.
- Solecko-Pacanowski Obszar Chronionego Krajobrazu – obejmuje część gminy Oleśnica.
- Chmielnicko-Szydłowski Obszar Chronionego Krajobrazu – obejmuje większą część gminy Szydłów.
- Rezerwat przyrody Zamczysko Turskie – w gminie Połaniec

## Zabytki

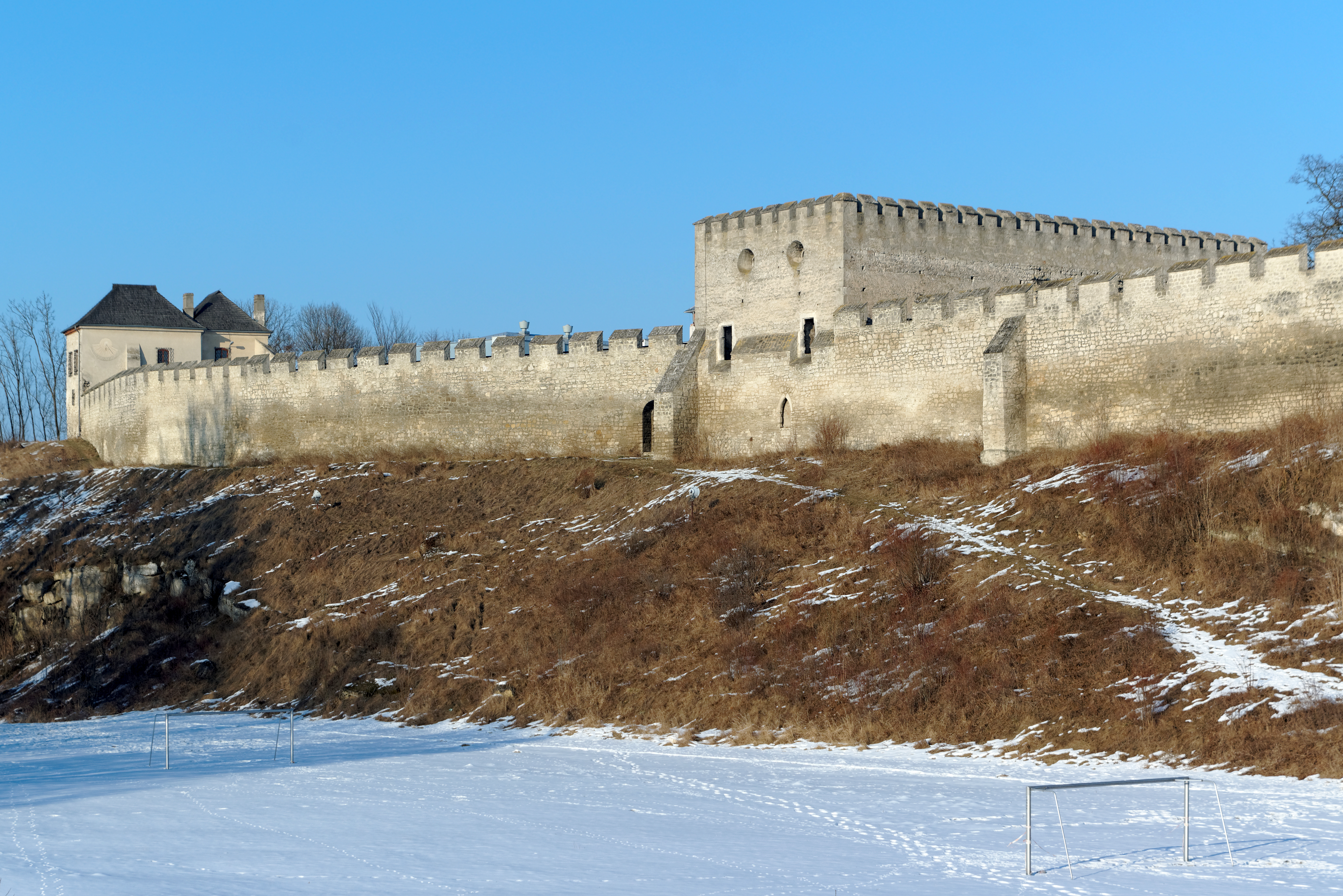
Zamek w Szydłowie

Stolica powiatu stanowi dobrą bazę wypadową do zwiedzania okolicznych miejscowości, kielecczyzny i Wyżyny Sandomierskiej. Oprócz zabytków Staszowa na terenie ziemi staszowskiej warto zobaczyć:
- Dworek szlachecki w Ruszczy z przełomu XVIII/XIX w.
- Klasztor pokamedulski "Pustelnia Złotego Lasu" w Rytwianach z XVII w.
- Kościół parafialny pw. św. Bartłomieja w Staszowie z XV w.
- Kościół parafialny pw. św. Marcina w Połańcu z XVIII w.
- Kościół parafialny pw. Świętej Trójcy w Bogorii z XVIII w.
- Kościół parafialny pw. Nawiedzenia Najświętszej Maryi Panny w Niekrasowie z XVII w.
- Kościół parafialny pw. św. Stanisława w Osieku z XVII/XVIII w.
- Pałacyk w Wiązownicy (odnawiany)
- Pałacyk w Sichowie (odbudowany z ruin)
- Pałac w Grabkach Dużych
- Pałac w Kurozwękach
- Pałac w Łubnicach (szczątki fundamentów)
- Pałac w Wiśniowej
- Ratusz w Staszowie z XVIII w.
- Zamek (szczątki) i Pałac (odrestaurowany) w Rytwianach
- Zamek w Szydłowie